# 中村秀之
中村 秀之（なかむら ひでゆき、1955年 - ）は、日本の社会学者。専門は、映像社会論・文化社会学。立教大学現代心理学部映像身体学科教授。

## 来歴
静岡県生まれ。早稲田大学第一文学部日本史学科卒、東京大学文学部社会学専修課程卒、1995年同大学院社会学研究科博士課程単位取得満期退学。1997年桃山学院大学社会学部専任講師、2000年助教授、2002年カリフォルニア大学ロサンゼルス校映画・テレビ・デジタルメディア学部客員研究員を経て、2007年より現職。

## 著書

### 単著
- 『映像/言説の文化社会学 フィルム・ノワールとモダニティ』（岩波書店、2003年）
- 『瓦礫の天使たち ベンヤミンから〈映画〉の見果てぬ夢へ』（せりか書房、2010年）
- 『敗者の身ぶり ポスト占領期の日本映画』（岩波書店、2015年）
- 『特攻隊映画の系譜学 敗戦日本の哀悼劇』（岩波書店、2017年）
- 『暁のアーカイヴ 戦後日本映画の歴史的経験』（東京大学出版会、2019年）

### 共編著
- 『映画の政治学』（青弓社、2003年、長谷正人と共編著）
- 『アンチ・スペクタクル 沸騰する映像文化の考古学』（東京大学出版会、2003年、長谷正人と共編訳）
- 『甦る相米慎二』（インスクリプト、2011年、木村建哉・藤井仁子と共著）

### 翻訳
- ジョン・マーサー、マーティン・シングラー『メロドラマ映画を学ぶ ジャンル・スタイル・感性』（フィルムアート社、2013年、河野真理江と共訳）

## 論文
- Cinii